# FährBär
Als FährBär wird eine Serie von elektrisch betriebenen Solarfähren in Berlin bezeichnet. Seit 2014 verkehren sie im Auftrag der BVG auf vier Fährlinien. Die Schiffe gehören der Weißen Flotte in Stralsund.

## Einsatz
Die Fährschiffe FährBär 1 und FährBär 2 werden seit Januar 2014 auf den Linien F11 und F12 und FährBär 3 und FährBär 4 seit April 2014 auf den Linien F21 und F23 eingesetzt. Sie ersetzen bisher von Dieselmotoren angetriebene Fähren und werden teilweise mit Solarstrom und teilweise mit Landstrom versorgt.

## Bauwerft und Reederei
Die Katamaranfähren wurden von der Stralsunder Firma Formstaal für die Weiße Flotte in Stralsund gebaut. Am 31. März 2014 sind die vier Fähren am Anleger O2 World Mühlenstraße feierlich auf den Namen Fährbär getauft worden. Am Heck ist jeweils Vitte als einer der Heimathäfen des Eigentümers angeschrieben.

## Technische Daten der Elektro- bzw. Solarfähren
Die Schiffe sind 18,5 Meter lang, 5,3 Meter breit und haben einen Tiefgang von 0,6 Meter. Die Fixpunkthöhe der Schiffe liegt bei umgelegtem Mast im Mittel bei 3,46 Meter. Die Katamarane können mit einer Dienstgeschwindigkeit von 7 km/h betrieben werden und eine maximale Geschwindigkeit von 12 km/h entwickeln. Sie werden mittels Strom aus Akkumulatoren angetrieben, die über Elektromotoren auf je einen Propeller wirken. Auf dem Dach befinden sich Solarpanele mit einer Nennleistung von 10,6 kW zum Aufladen der Akkumulatoren. Die 52 Solarmodule haben eine Gesamtfläche von ca. 66 m². Außerdem kann über Nacht eine weitere Aufladung mit Landstrom erfolgen. Entsprechende Ladestationen wurden vorgesehen. Zwei Elektromotoren mit je 10 kW treiben die Fähre an. Ein Bugstrahler mit der Nennleistung von 7 kW unterstützt den Schiffsführer beim Anlegen. An den Anlegestellen befinden sich an der Stirnseite des Anlegestegs Stahlplatten, die an der Backbord- und Steuerbordseite der Katamaranfähre befindlichen zwei Magnethalter mit integrierten Dauermagneten dienen zum Festmachen.

## Betrieb
Die Fähren werden von einer Person gefahren, die auch den Fahrkartenverkauf bzw. deren Kontrolle übernimmt. Sie sind ausgelegt für die Beförderung von maximal 49 Personen mit 28 Sitzplätzen, außerdem sind Stellplätze für zwei Rollstühle und zehn Fahrräder vorhanden. Ein barrierefreier Zugang ermöglicht es mobilitätseingeschränkten Personen, an Bord zu gelangen.

## Sonstiges
Als Reserveboot für die Fährlinien im Berliner Südosten dient die 2014 von der Stern- und Kreisschiffahrt an die Weiße Flotte Stralsund verkaufte ehemalige Fähre III, das nun ebenfalls den Namen Fährbär trägt.

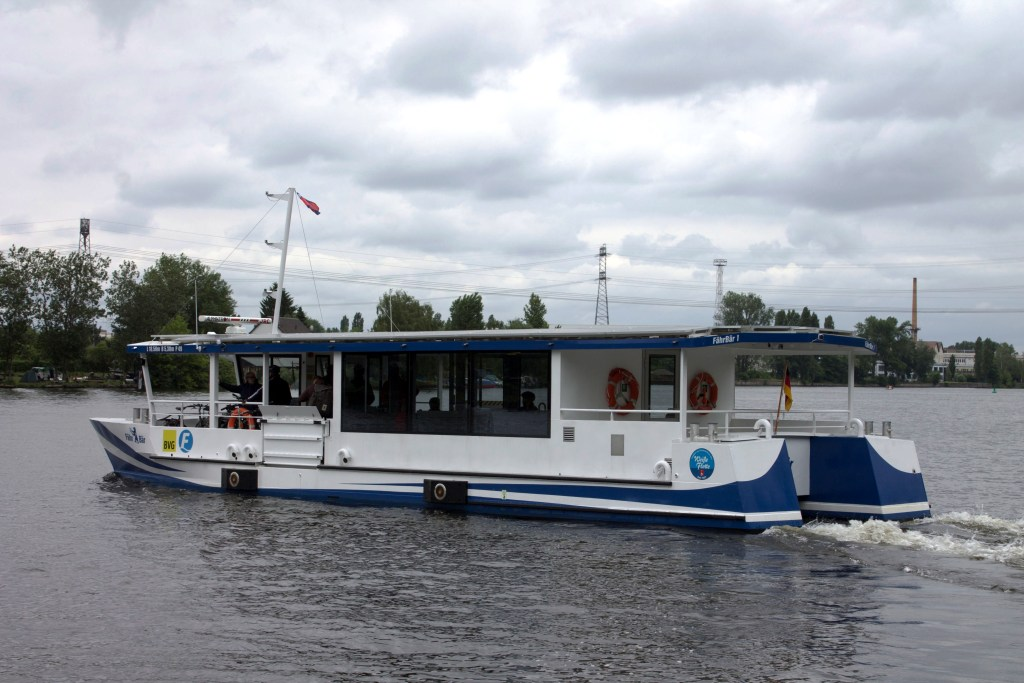
Backbordseite des Solarkatamarans, gut sichtbar sind die zwei Haltemagneten
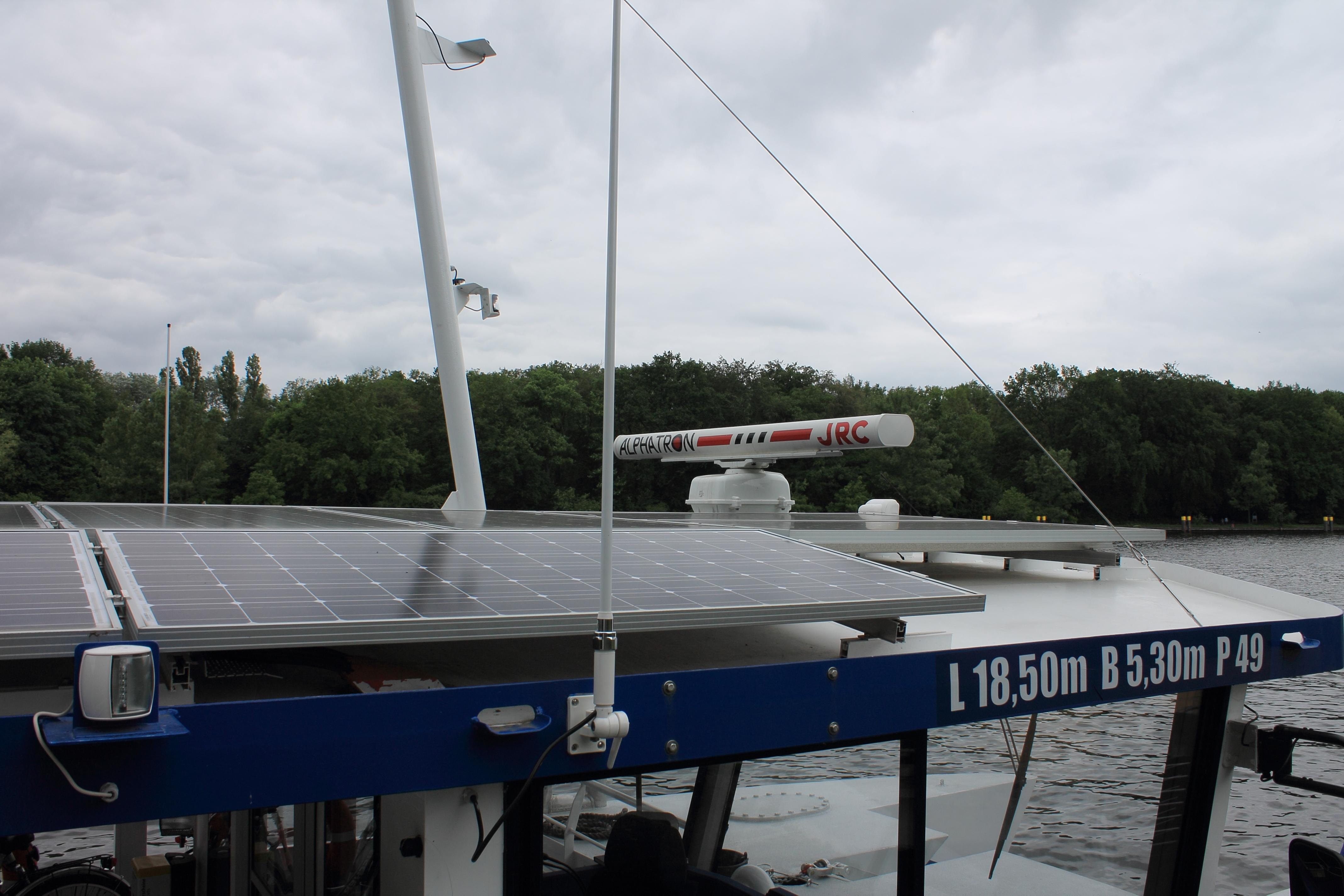
Blick auf die Solarzellen der FährBär 1
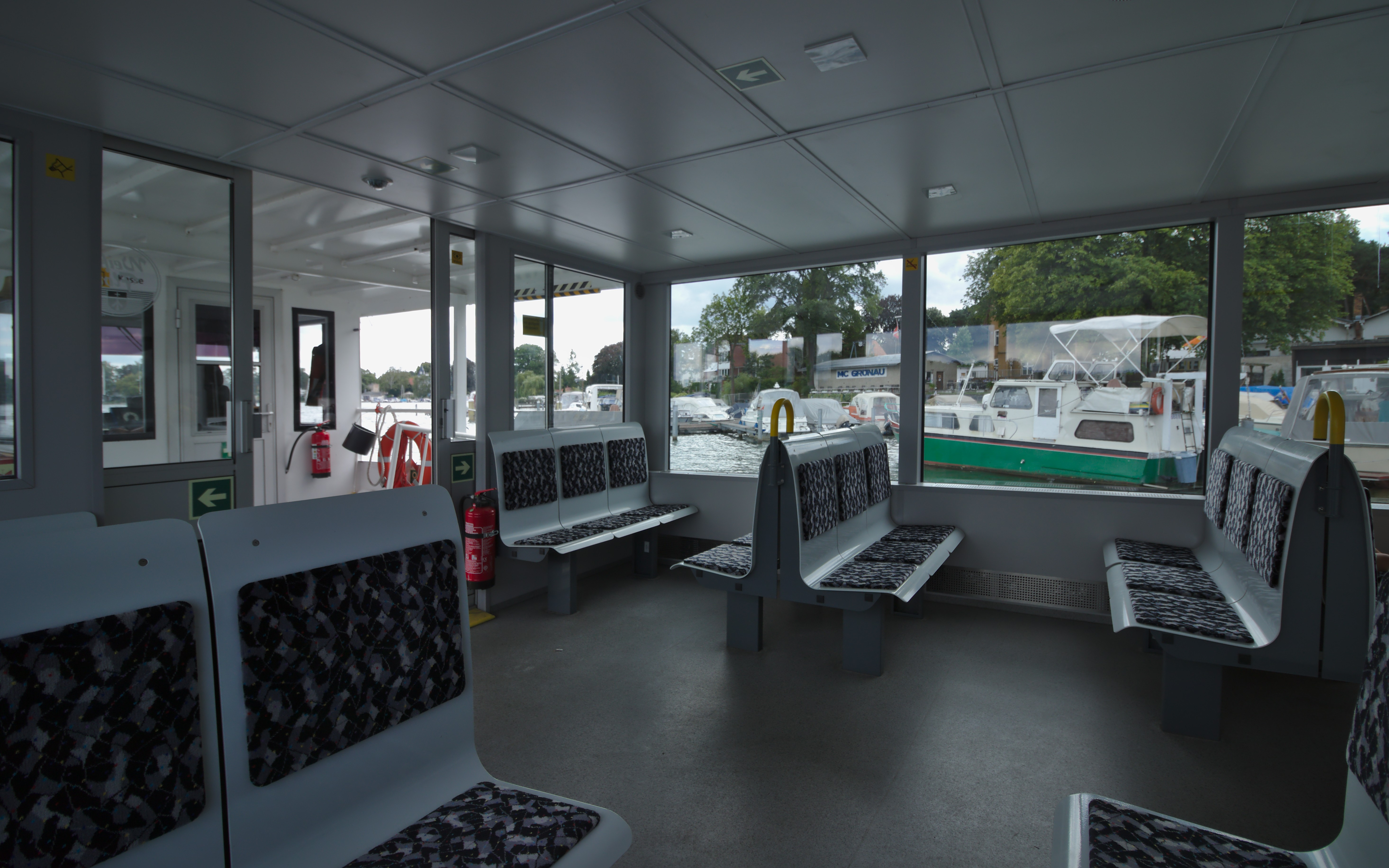
Innenansicht des FährBär 3